# Pardosa orealis
Pardosa orealis este o specie de păianjeni din genul Pardosa, familia Lycosidae, descrisă de Buchar, 1984.
Este endemică în Nepal. Conform Catalogue of Life specia Pardosa orealis nu are subspecii cunoscute.